# Talat Bajjumi as-Sajjid
Talat Bajjumi as-Sajjid (arab. طلعت بيومي السيد) – egipski zapaśnik walczący w obu stylach. Srebrny medalista igrzysk śródziemnomorskich w 1963 stylu wolnym i brązowy w stylu klasycznym roku.